# ジョン・カービィ
ジョン・ジョセフ・カービィ・ジュニア（John Joseph Kirby Jr.、1939年10月22日 - 2019年10月2日）は、アメリカの弁護士。任天堂アメリカ法人の代理弁護士として1984年の『ドンキーコング』のキャラクター著作権を巡るユニバーサルスタジオとの訴訟問題で活躍したことで知られる。
なお、任天堂の「星のカービィシリーズ」の主人公カービィの名前の由来として紹介されることもあるが、同シリーズの立ち上げに関わった宮本茂はこれを否定している（後述）。

## 前半生
1939年10月22日、バージニア州フォールズチャーチにて40年以上連邦政府に勤務していた弁護士であるジョン・ジョセフ・カービィと、主婦のローズ・L・マンガン・カービィの間に生まれる。彼にはピーターとマイケルの2人の兄弟と、リサ・グレイシングとセセリア・ベラの2人の姉妹がいた。
カービィは1961年にフォーダム大学を卒業したが、同大学では学生会長を務めたほか、オックスフォード大学マートンカレッジで学士号と修士号を取得したロードス奨学生でもあった。また、また、フォーダム大学の評議員および評議員フェローでもあった。その後、1966年にバージニア大学ロースクールで法学博士号を取得した。

## キャリア
若手時代のカービィは、1960年代の公民権運動の最盛期において米国司法省の公民権局長ジョン・ドアの特別補佐官として働いていた。夏のインターンとして最初に働いた司法省では、アフリカ系アメリカ人に対する差別が蔓延っていたことを示す証拠として南部全域の投票記録を集めた。アフリカ系アメリカ人を投票から除外するために特別に考案された識字テストなどのやり口の発見は、1965年の投票権法の基礎を形成するのに貢献した。彼はまた、公民権局在籍時、アフリカ系アメリカ人の子供たちが連邦保安官に囲まれ隔離された学校に通うのに個人的に付き添っていたこともあった。その後、ケント州立大学で4人の学生が殺害された事件を受けて設立された「キャンパス不安に関する大統領委員会」の副委員長に任命された。
カービィは大衆的に司法省を退官し、個人弁護士として活動し始めた。彼は最高裁判所での議論にも関わり、歴史あるウォール街の法律事務所であるマッジ・ローズ・ガスリー・アンド・アレキサンダー法律事務所の会長も務めた。1995年にマッジ・ローズが解散した後、国際法律事務所のレイサム＆ワトキンスLLPに入社し、2004年までニューヨーク訴訟部門の会長を務め、その後2007年までニューヨーク事務所の知的財産権および技術実務グループの責任者を務めた。40年のキャリアの中で、ペプシコやゼネラルフーヅ、ファイザーといった多くの有名企業の代理弁護士として訴訟問題を解決してきた。
カービィが扱った訴訟で最も有名なものは、1984年の「ユニバーサル・シティ・スタジオ対任天堂裁判」（通称ドンキーコング裁判）であり、マッジ・ローズのパートナーとして関わった。当時大ヒットした任天堂のアーケードゲーム『ドンキーコング』について、ユニバーサルは、自社が権利を保有する映画『キングコング』の無断使用であるとして訴訟を起こし、カービィは任天堂側の弁護を担当した。カービィは、ユニバーサルが以前、RKO社との訴訟に勝訴していたことを示すこと（当時のユニバーサルにはキャラクターや基本シナリオの所有権を主張する法的権利が無かった）によって、任天堂を画期的な勝利に導いた。この勝訴によってカービィは、アメリカ市場におけるビデオゲーム業界の黎明期に「任天堂を救った」と考えられている。
任天堂は感謝の印として、カービィに「ドンキーコング」と名付けられた3万ドルのヨットと、「ドンキーコング」をヨットの名前につけられる世界的な独占的な権利を与えた。また、カービィによるジョークかもしれないが、ゲーム『星のカービィ』のソフトがカービィに送られたとも言われている。
なお、任天堂とハル研究所によるゲームソフト「星のカービィシリーズ」の主人公カービィの名前はジョン・カービィが由来と説明されることがあるが、同シリーズの立ち上げに関わった任天堂のゲームデザイナーの宮本茂は「彼にちなんで名づけたものではない」と説を否定している。一方で、名前候補のリストの中にカービィがあり、それを見てジョン・カービィを思い出しつながりを感じたと語っている。

## 私生活
2004年にエドガー・M・カルマンの娘スーザン・カルマンと結婚していた。前妻との間に3人の子供と連れ子がいた。
2019年10月2日に骨髄異形成症候群の合併症のため死去した。